# Köblény
Köblény (németül: Kewling) község Baranya vármegyében, a Komlói járásban.

## Fekvése
Dombóvártól 16 kilométerre délkeletre fekszik. Zsáktelepülés, közúton csak a 6541-es útból Kárász központjában észak felé kiágazó, 7 kilométer hosszú 65 181-es úton érhető el, Szalatnakon keresztül. Ugyanez az út biztosítja a térségen áthaladó Dombóvár–Bátaszék-vasútvonal Szalatnak megállóhelyének és Kárász-Köblény megállóhelyének közúti elérését is.

## Története
Az 1325-ben keletkezett oklevél Kubli néven említi, amely a feltételezések szerint régi magyar űrmértékre (köböl), vagy a fával bélelt kutak nevére is utalhat. A török időkben a szászvári török helytartósághoz tartozott, ekkor főleg rácok lakták, a jelenlegi helyétől lejjebb, délnyugatra fekvő települést.
A katolikus németek 1725-körül települtek a faluba, ők építették a templomot, amelyet a Mindenszentek tiszteletére szenteltek fel.
A kitelepítéseket követően sok magyar család költözött be, főleg Hosszúhetényből és Magyaregregyről érkeztek.

## Közélete

### Polgármesterei
- 1990–1994: Végh Istvánné (független)[3]
- 1994–1998: Kiss Gyula (független)[4]
- 1998–2002: Kiss Gyula (független)[5]
- 2002–2006: Kiss Gyula (független)[6]
- 2006–2010: Kiss Gyula (független)[7]
- 2010–2011: Kiss Gyula (független)[8]
- 2011–2014: Klesch Csaba (független)[9]
- 2014–2019: Klesch Csaba (független)[10]
- 2019–2024: Kiss Gyula (független)[11]
- 2024– : Kiss Gyula (független)[1]

A településen 2011. november 6-án időközi polgármester-választást tartottak, az előző polgármester lemondása miatt.

## A népesség alakulása
A helyi önkormányzat adatai szerint:
| Év    | Lakosok száma |
| ----- | ------------- |
| 1930. | 556 fő        |
| 1970. | 398 fő        |
| 2002. | 302 fő        |
| 2006. | 297 fő        |

| Lakosok száma | 214  | 214  | 201  | 191  | 195  | 195  | 201  | 197  |
|               | 2013 | 2014 | 2015 | 2019 | 2021 | 2022 | 2023 | 2024 |

A 2011-es népszámlálás során a lakosok 99,5%-a magyarnak, 5,5% cigánynak, 6% németnek mondta magát (0,5% nem nyilatkozott; a kettős identitások miatt a végösszeg nagyobb lehet 100%-nál). A vallási megoszlás a következő volt: római katolikus 70,2%, református 6,4%, felekezeten kívüli 22,5% (0,9% nem nyilatkozott).
2022-ben a lakosság 87,2%-a vallotta magát magyarnak, 4,1% cigánynak, 2,6% németnek, 0,5% szlováknak, 6,2% egyéb, nem hazai nemzetiségűnek (8,2% nem nyilatkozott; a kettős identitások miatt a végösszeg nagyobb lehet 100%-nál). Vallásuk szerint 52,3% volt római katolikus, 4,6% református, 3,1% egyéb katolikus, 16,4% felekezeten kívüli (22,6% nem válaszolt).

## Nevezetességei
- Római katolikus temploma – 1799-ben épült, műemlék.